# Bastatjärnen (Råneå socken, Norrbotten)
Bastatjärnen är en sjö i Bodens kommun i Norrbotten och ingår i Råneälvens huvudavrinningsområde. Sjöns area är 0,026 kvadratkilometer och den är belägen 41 meter över havet.